# Николай Морозов
Николай Морозов (на руски: Николай Морозов) е руски съветски футболист и треньор. Почетен майстор на спорта на СССР (1946). Почетен треньор на СССР (1967).

## Кариера
Започва да играе през 1933 г. в отбора от московския регион Селмаш Люберци. Пет години по-късно преминава в Торпедо Москва. Една година играе и за Спартак Москва. Завършва кариерата си в отбора на военновъздушните сили.
След края на кариерата си работи като треньор.
Под негово ръководство националният отбор на СССР постига най-добрия си резултат на световно първенство – 4-то място в Англия през 1966 г.
Има версия, че Николай Морозов е убит след спор в бирария край стадион „Локомотив“.